# Efrem Vîșcauțan
Efrem Vîșcauțan (născut Froim; în rusă Фроим Вышкауцан; n. 23 februarie 1915, Orhei, Basarabia, Imperiul Rus – d. 15 decembrie 2000, Chișinău, Republica Moldova) a fost un evreu basarabean, profesor-metodolog de muzică și violonist sovietic moldovean.

## Biografie
S-a născut în orașul Orhei din același ținut, gubernia Basarabia (Imperiul Rus). În anii 1933-1940 a studiat vioara la conservatorul „Unirea” din Chișinău, în 1940 a devenit student al nou-înființatului Conservator de stat din Chișinău. În anii de război a început să dirijeze, a studiat la departamentul de direcție simfonică de la Conservatorul din Leningrad evacuat în Tașkent, a predat la o școală de muzică. După război, s-a întors la Chișinău și a revenit în anul al treilea al Facultății de dirijor a Conservatorului din Chișinău, pe la care l-a absolvit în 1951.
Din 1946 a predat la Școala de muzică din Chișinău. De asemenea, a predat vioara la Școala specializată de muzică „Eugen Coca” și la Institutul de Arte „Gavriil Musicescu” din Chișinău. A fost președintele comisiei pentru căutarea copiilor talentați la Ministerul Culturii din RSS Moldovenească. Printre studenții săi s-au numărat Maria Codreanu, Lucia Neaga, Borid Goldblank, Lev Kogan, Pavel Rivilis, Mark Zeltser și  alții.
În calitate de violonist, a cântat mulți ani într-un trio muzical alături de Lucia și Gheorghe Neaga.
A fost autorul lucrării „Crestomație pentru vioară, violoncel și pian pentru clasele I-IV ale școlilor de muzică pentru copii” (Хрестоматии для скрипки, виолончели и фортепиано для I—IV классов детских музыкальных школ; Chișinău: Lumina, 1977), colecții de muzică „Piese pentru vioară. Cu acompaniament de pian” (Пьесы для скрипки. С сопровождением фортепиано; Chișinău: Cartea moldovenească, 1975), „Miniatură de vioară moldovenească. Cu acompaniament de pian” (Молдавская скрипичная миниатюра. С сопровождением фортепиано; Chișinău: Literatura artistică, 1980); a scris o serie de piese instructive pentru vioară. Lucrările muzicale ale profesorului sunt incluse în programa unor școli specializate de muzică din Rusia.
A efectuat o serie de transcripții pentru vioară și pian din operele muzicale ale compozitorilor moldoveni, printre care transcrierile compozițiilor lui Solomon Lobel și Vasile Zagorschi.